# كاناكو إيتو
كاناكو إيتو (伊藤 香菜子) (20 يوليو 1983 في طوكيو في اليابان – )؛ هي لاعبة كرة قدم كانت تلعب كلاعب وسط. ولعبت مع منتخب اليابان لكرة القدم للسيدات.

## وصلات خارجية
- كاناكو إيتو على موقع الاتحاد الدولي (مؤرشف)  (الإنجليزية)
- كاناكو إيتو على موقع قاعدة بيانات كرة القدم.إي يو (الإنجليزية)